# Sint-Denijskerk (Serskamp)
De Sint-Denijskerk is een kerk in Serskamp, een deelgemeente van Wichelen in de Belgische provincie Oost-Vlaanderen.

## Geschiedenis
De eerstesteenlegging van deze driehoekige, neogotische kerk in rode kareelsteen had plaats op 29 mei 1856, een ontwerp van priester-architect Clarysse. Ze werd gewijd op 28 juni 1858 door Mgr. Delebecque, bisschop van Gent.
Aanvankelijk werden de kerkmeubelen (preekstoel, biechtstoel en communiebank) van de oude kerk gebruikt. In 1869, dus elf jaar na de voltooiing van de kerk, werd de kruisweg aangebracht.
De kerk heeft, zoals de meeste parochiekerken, twee zijaltaren. Het zijaltaar toegewijd aan O.L.Vrouw werd gemaakt in neogotische stijl door Serafien De Maertelaere uit Wetteren na een schenking in 1879 door de familie De Mey. In de nissen staan beelden van de HH. Joachim, Jozef, OLV met het Kind, Anna en Elisabeth.
Dezelfde beeldhouwer heeft trouwens ook het zijaltaar, toegewijd aan de H. Cornelius, en het hoofdaltaar gemaakt met de voorstelling van het Laatste Avondmaal, retabel bekroond met het beeldje van de patroonheilige Sint-Denijs.
Aanvankelijk werd er slechts één klok opgehangen waarover weinig geweten is. In 1929 werden twee nieuwe klokken opgehangen, alsmede een uurwerk op de toren (gemaakt in 1924 door Louis Meire uit Gent). Dezelfde toenmalige pastoor liet ook een biechtstoel bijplaatsen en de heiligenbeelden schilderen. Boven het hoogaltaar liet hij een brandraam plaatsen (Calvarieberg). Nadat de kerk een eerste maal werd geschilderd in 1888 kreeg zij een nieuwe schilderbeurt voor een totaal bedrag van 17.504 fr. Tegelijkertijd voerden Serskampse schrijnwerkers herstellingswerken uit en werd ook het plakwerk van muren en vensters hersteld. Ten slotte paste een plaatselijke elektricien ook nog de verlichting aan.
In 1945 werd een derde biechtstoel (gemaakt door Jozef De Somer uit Erpe) bijgeplaatst en het jaar daarop een nieuwe communiebank. In 1955 werd een nieuwe klok bijgeplaatst ter vervanging van de klok Dionysia die tijdens de oorlog 1940-1944 was weggehaald. In 1958 werd het honderdjarig bestaan van de kerk uitbundig gevierd en werd het nieuwe orgel ingewijd.
Bij Ministerieel besluit van 11 januari 2012 werd de volledige kerk, met een aantal interieurelementen en het omgevende kerkhof als monument beschermd. 

## Het orgel
Het orgel dateert uit 1958 en werd gebouwd door de bekende orgelbouwer Emiel Verschueren uit Tongeren naar een ontwerp van de heer Verschraegen, de orgelist van de Sint-Baafs te Gent. Pastoor Schutyser nam het initiatief om een nieuw orgel te bouwen. Het ontwerp werd op 30 januari 1958 door de Provinciale Technische Dienst gunstig geadviseerd. Het nieuwe orgel werd geplaatst naar aanleiding van het honderdjarig bestaan van de kerk. De kostprijs ervan bedroeg 350.000 fr. en werd volledig gefinancierd door giften van de parochianen. Op 21 september 1958 werd het orgel ingewijd door de bisschop en Gent en werd voor de hoogmis een recital gespeeld door de heer Verschraegen.
Ook werd bij die gelegenheid het doksaal volledig vernieuwd. Dit werk werd uitgevoerd door meubelmaker De Neef uit Lede. De borstwering is uitgevoerd in neobarok stijl. De werken aan het doksaal bedroegen 45.000 fr.
De orgelpijpen zijn slechts gedeeltelijk zichtbaar en ook de orgelkast is quasi onzichtbaar vanuit de kerk. De speeltafel staat vrijstaand en haaks opgesteld ten opzichte van het front van het doksaal. Het instrument is in vrije opstelling gebouwd in de torennis volgens het pneumatisch stelsel, en bestaat uit een hoofdwerk, zwelwerk en vrij pedaal. In 2007 kreeg het orgel een grondige onderhouds- en herstelbeurt.

### De orgelbouwer
Leon Verschueren richtte op 5 mei 1891 in zijn woonplaats Heythuysen (Limburg) een werkplaats voor orgelonderdelen op. Hij had daartoe opleidingen in de meubelmakerij en in de orgelbouw gevolgd. Zo was hij van 1886 tot 1890 in de leer bij de vooraanstaande orgelmakersfirma Maarschalkerweerd in Utrecht, met name in de pijpenmakerij. Al spoedig maakte hij zijn eerste orgel, een mechanisch eenklaviers instrument, in 1896 gebouwd voor de Hervormde Noodkerk te Schagen. Vanaf de jaren 1920 traden achtereenvolgens de vier zonen van Leon Verschueren tot het bedrijf toe. Zij stonden tot 1977 aan het roer van de inmiddels bloeiende orgelmakerij. Emile (1909-1985) werd de leider van het in 1937 opgerichte filiaal in het Belgische Tongeren. Dit filiaal werd in 1951 zelfstandig en heeft bestaan tot 1998.

## Trivia
Op 20 juli 2022 sloeg tijdens een onweer de bliksem in op de kerktoren. Naast heel wat schade aan de torenspits, werden de elektrische installatie en de sturing van de klokken, het orgel, de verwarming en het torenuurwerk ernstig getroffen. De geluidsinstallatie werd volledig vernield. Na overleg met de verzekeringsmaatschappij werden snel een aantal dringende werken uitgevoerd. In februari 2023 werd de torenspits hersteld. De totale schade bedroeg 53.000 euro.
Voor de kerk is een restauratiedossier lopende. De grote restauratie omvat: vernieuwing elektriciteit, verwarming, loopbruggen op de kerkzolder, restauratie glas-in-lood ramen en schildering interieur. Het dossier werd in december 2014 ingediend bij het Agentschap Onroerend Erfgoed en wacht nog op de ministeriële goedkeuring. Hopelijk kunnen de werken starten in 2025.
Daar de dakbedekking van het schip de laatste jaren ernstige gebreken vertoonde, er was vochtinfiltratie, werd een tweede restauratiedossier opgestart. Dit dossier werd goedgekeurd in 2023 en de dakwerken worden uitgevoerd in 2024. 
Zie ook
- Lijst van onroerend erfgoed in Wichelen